# Limbo (spel)
Limbo var ett nummerspel som arrangerades av Svenska Spel.
Spelet startades den 29 januari 2007. Spelet gick ut på att man skulle välja mellan ett och sex nummer mellan 1 och 99 999. Det gällde att vara ensam om att ha det lägsta numret. Varje nummer kostade 10 kronor. Förutom första pris vann även de som låg nära det lägsta numret. Dragning skedde varje dag i TV4.
Redan innan spelet lanserades varnade en konsult att det fanns risk att spelsyndikat skulle kunna arrangera bolagsspel i sådan omfattning att enskilda spelare inte har någon chans att vinna. Riskerna var välkända och spelet har inte lanserats i något annat land. Genom att enskilda spelare går samman kan dessa lägga en så kallad "bombmatta" och göra det omöjligt att vinna för småspelare. Genom att satsa 10 000 kronor på spelet var man nästan garanterad en vinst på 100 000 kronor. Några dagar efter att spelet lanserades kunde också Svenska Spel konstatera att bolagsspel förekom i stor skala. Svenska Spel varnade också enskilda ombud som hade arrangerat bolagsspel. Mot spelarna var Svenska Spels enda sanktion att vinsten kunde hållas inne, en åtgärd Svenska Spel aldrig vidtog.
Den 24 mars 2007 lades Limbo ned efter att Svenska Dagbladet hade avslöjat möjligheten till fusk. Svenska Spels informationschef menade att uppmärksamheten gjorde att risken för bolagsspel hade ökat samtidigt som företaget inte har möjlighet att stoppa det.